# 김병두
김병두(1972년 1월 23일 ~)는 해태 타이거즈의 전 야구 선수다. 광주진흥고등학교를 졸업했다.

## 같이 보기
- 1991년 해태 타이거즈 시즌